# Tony Carreira
Tony Carreira (właśc. António Manuel Mateus Antunes, ur. 30 grudnia 1963 we wiosce Armadouro, Pampilhosa da Serra) – portugalski piosenkarz. Popularny w Portugalii i wśród emigrantów we Francji.

## Życiorys
Urodził się w skromnej portugalskiej rodzinie. Od najmłodszych lat wiedział, że chce zostać piosenkarzem.
W wieku 11 lat wyemigrował do Francji, gdzie zaczął marzyć o muzyce.
W Paryżu śpiewał w zespole “Irmãos 5” dla emigrantów portugalskich. 
W marcu 1988 roku miał okazję nagrać swój pierwszy singiel. 
W 1985 roku Tony Carreira ożenił się z Fernandą Artunes, z którą ma troje dzieci: Mickaela, Davida i Sarę. 
W 1991 wydał swój pierwszy album, pt. Não vou deixar de te amar. W latach 90' miał kilka przebojów, dzięki którym w 2000 roku staje się jednym z najbardziej znanych i najlepiej sprzedających się artystów w Portugalii. Teksty pisze sam. Muzykę komponuje wspólnie z Ricardo Landum. Tony Carreira jest jednym z niewielu artystów, którzy mieli przyjemność występować w takich miejscach jak Pavilhão Atlantico czy Olimpia w Paryżu.
W sierpniu 2000 roku reemigruje z Francji do Portugalii. Mieszka w Lizbonie.
W czerwcu 2012 był uczestnikiem konkursu Top of the top w Sopocie, w którym walczył o nagrodę Bursztynowego Słowika.

## Życie prywatne
W 1985 Tony Carreira ożenił się z Fernandą Artunes, z którą ma troje dzieci: Mickaela, Davida i Sarę.
19 sierpnia 2014 roku ogłosił publicznie, że jest w separacji ze swoją żoną Fernandą, ale pozostają w dobrych relacjach.

## Pseudonim
Pseudonim "Tony Carreira" został wybrany w 1988 na sesji nagraniowej jego pierwszego albumu przez jego francuskiego producenta Patricka Oliviera.

## Albumy
| Rok  | Tytuł                              |
| ---- | ---------------------------------- |
| 1991 | Não vou deixar de te amar          |
| 1992 | Boca marota                        |
| 1993 | Português de alma e coração        |
| 1994 | Adeus amigo                        |
| 1995 | Ai destino                         |
| 1996 | Adeus até um dia                   |
| 1997 | Coração Perdido                    |
| 1998 | Sonhador, sonhador                 |
| 1999 | Dois corações sozinhos             |
| 2000 | Ao vivo no Olympia                 |
| 2001 | Cantor de sonhos                   |
| 2003 | Ao vivo no Pavilhão Atlântico      |
| 2003 | Passionita lolita                  |
| 2004 | Vagabundo por Amor                 |
| 2006 | Ao vivo no Coliseu                 |
| 2006 | A vida que eu escolhi              |
| 2008 | O homem que sou                    |
| 2008 | Best of - 20 Anos de Canções       |
| 2010 | Reste                              |
| 2010 | O Mesmo de Sempre                  |
| 2011 | Best of - 20 Anos de Canções       |
| 2012 | Essencial                          |
| 2013 | 25 Anos ao vivo                    |
| 2014 | Nos fiançailles, France / Portugal |
| 2014 | Sempre                             |